# 张大福
张大福（1950年—），江苏南京人，汉族，中华人民共和国政治人物、第十一届全国人民代表大会江苏地区代表。

## 生平
毕业于无锡轻工业学院日用化工专业，是中共党员。担任中国石化金陵石化有限责任公司董事长。2008年起担任全国人大代表。